# Автошлях Т 2009
Автошлях Т 2009 — автомобільний шлях територіального значення в Тернопільській області. Проходить територією Збаразького та Лановецького районів через Вишнівець — Ланівці. Загальна довжина — 24,6  км.
Населені пункти на автошляху:
- Збаразький район: Вишнівець, Лози, Бодаки,
- Лановецький район: Маневе, Снігурівка, Борсуки, Нападівка, Ланівці.